# Rhynchobatus springeri
Rhynchobatus springeri är en rockeart som beskrevs av Compagno och Last 20. Rhynchobatus springeri ingår i släktet Rhynchobatus och familjen Rhinobatidae. IUCN kategoriserar arten globalt som sårbar. Inga underarter finns listade i Catalogue of Life.